# مهدی سجادی
سید مهدی سجادی (زادهٔ ۲۵ مهر ۱۳۷۸) بازیکن فوتبال اهل اراک است که در پست مهاجم در باشگاه فوتبال خوشه طلایی در لیگ آزادگان بازی می‌کند.